# شهرداری ونتسپیلس
شهرداری ونتسپیلس (به لتونیایی: Ventspils novads) یک شهرداری در لتونی است.

## خصوصیات
شهرداری ونتسپیلس ۱۳٬۷۸۶ نفر جمعیت دارد.